# Hyposoter fitchii
Hyposoter fitchii là một loài tò vò trong họ Ichneumonidae.